# TACI

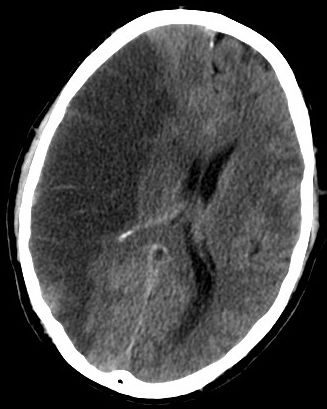
Zawał mózgu typu TACI w obrazie tomografii komputerowej głowy.

TACI (ang. total anterior circulation infarct) – zawał mózgu w obszarze całego przedniego unaczynienia tzn. tętnicy środkowej i tętnicy przedniej mózgu.
TACI jest ciężkim typem zawału mózgu związanym z całkowitą, jednostronną niedrożnością tętnic krążenia przedniego mózgu, najczęściej tętnicy szyjnej wewnętrznej. Jeśli niedrożność nastąpi przed odejściem tętnicy ocznej, TACI może towarzyszyć jednoczna ślepota na skutek niedokrwienia siatkówki. 
TACI towarzyszą zwykle 3 objawy:
- zaburzenia mowy lub zespół zaniedbywania połowiczego
- niedowidzenie połowicze jednoimienne
- znaczny połowiczy deficyt ruchowy (niedowład lub porażenie) i czuciowy.

Często występuje rotacja gałek ocznych związana z uszkodzeniem korowego ośrodka skojarzonego spojrzenia oraz zaburzenia świadomości.